# Chao del Campo
Chao del Campo (oficialmente y en asturiano: El Chao del Campo) es una casería perteneciente a la parroquia de Rozadas, en el concejo de Boal, comarca de Eo-Navia, Principado de Asturias, España.
Cuenta con una población de 6 habitantes (INE, 2013), y se encuentra a unos 670 m de altura sobre el nivel del mar. Dista aproximadamente 7,5 km de la capital del concejo, tomando desde ésta la carretera AS-22 en dirección a Vegadeo.